# Корнгорн
Корнгорн (нід. Kornhorn, нід. вимова: [ˈkɔrnɦɔrn]) — село в нідерландській провінції Гронінген. Входить до муніципалітету Вестерквартір.
Його площа становить 0,49км², а населення станом на 2021 рік складало 495 осіб.
Перша згадка про населений пункт датується 1596 роком.